# ヤヒヤ・サリー
ヤヒヤ・サリー(アラビア語: يحيى سريع, 文語アラビア語発音：Yaḥyā Sarīʿ, ヤフヤー・サリーウ、口語アラビア語発音：ヤハヤ・サリーア)とは、2018年からイエメンのフーシ（正式にはアンサール・アッラー）の軍報道官を務めている人物である。2021年1月15日にXアカウントを開設し、TelegramやYoutubeでも活動している。彼は「イスラエルによるパレスチナにおける虐殺」へのフーシ派の関与、特に紅海での攻撃と交戦について頻繁に発表している。

## 生い立ち
1970年、サウジアラビアとの国境に隣接するサアダ県で生まれる。政治学の学士号と修士号を取得し、戦闘、安全保障、管理、軍事学の専門コースを受講した。

## 経歴
2017年、イエメン国軍の道徳指導における心理戦部門の責任者に任命された。同年、大佐に昇進。2018年半ばに国軍道徳指導部長に任命され、准将に昇進し、2018年10月17日にはイエメン国軍の公式報道官に任命された。